# Сульпіції (рід)

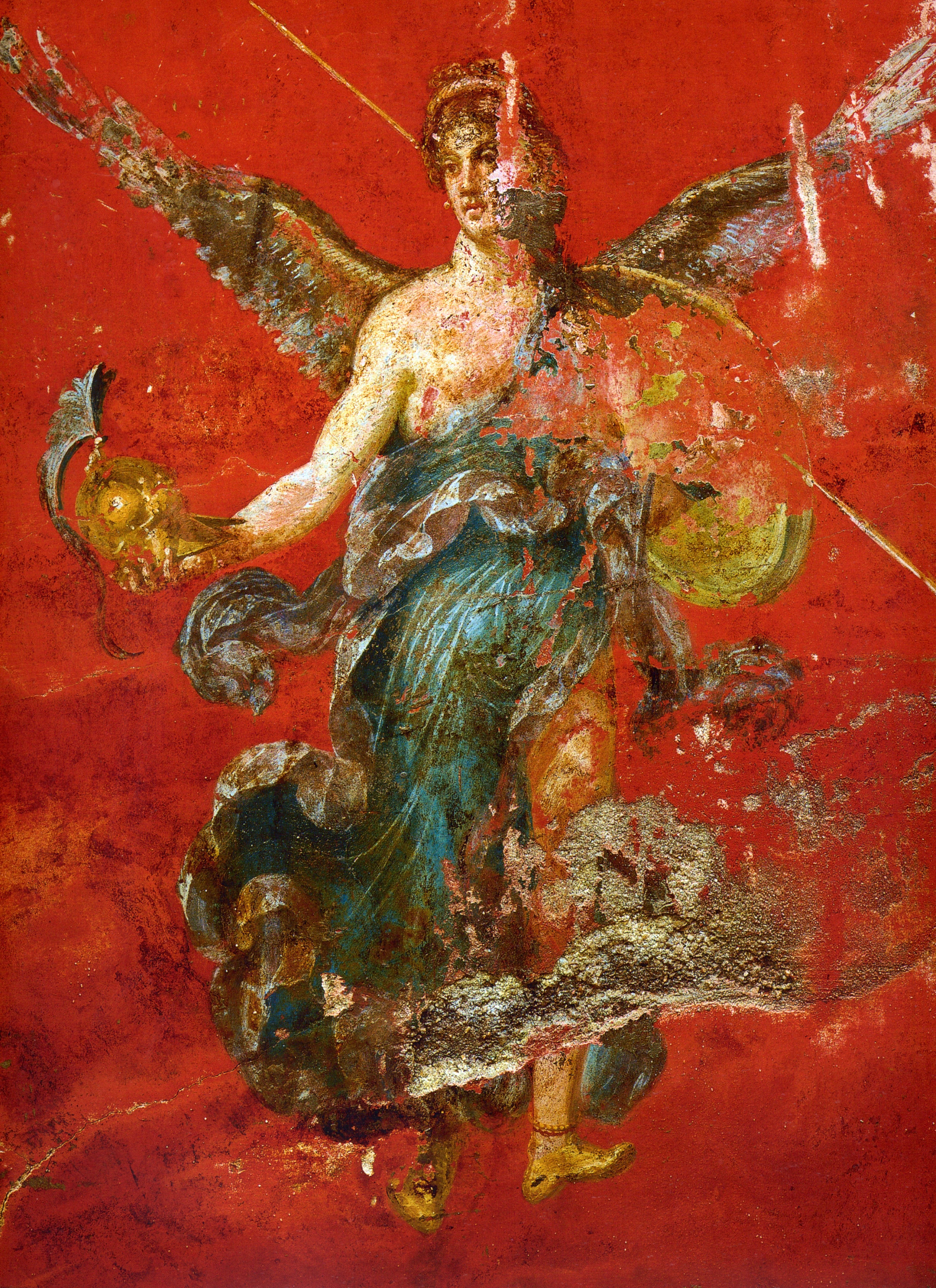
Фреска в термах Сульпіціїв у м. Помпеї. Археологічний музей Неаполя

Сульпіції — патриціанський рід Стародавнього Риму. Відомий та могутній аристократичний рід республіканського та імператорського Риму. Був сюзником роду Клавдіїв, входив до їх політичної групи. Представники Сульпіціїв займали посади: імператора — 1 раз, диктатора — 3 рази, консула — 23 рази, цензора — 4 рази, децемвіра — 1 раз.
Сульпіції носили когномени Камерінів, Руфів, Гальб, Галл, Претекстатів, Петіків, Лонгів. Патеркулів, Саверріонів.

## Найвідоміші Сульпіції
- Сервій Сульпіцій Камерін Корнут, консул 500 року до н. е., переможець у 496 році до н. е. латинян.
- Сервій Сульпіцій Камерін Корнут, консул 490 року до н. е.
- Сервій Сульпіцій Камерін Корнут, консул 461 року до н. е., децемвір 451 року до н. е.
- Гай Сульпіцій Петік, цензор 366 року до н. е., консул 36, 361, 355, 353, 351 року до н. е., диктатор 358 року до н. е.
- Квінт Сульпіцій Лонг, консул 337, 323, 314 років до н. е., диктатор 312 року до н. е., переможець самнітів.
- Публій Сульпіцій Саверріон, консул 279 року до н. е.. воював з Пірром, царем Епіру.
- Гай Сульпіцій Патеркул, консул 258 року до н. е.. учасник Першої пунічної війни.
- Публій Сульпіцій Гальба Максим, консул 211 та 200 років до н. е., диктатор 203 року до н. е., учасник Другої пунічної війни.
- Гай Сульпіцій Галл, консул 166 року до н. е., переможець лігурів, дипломат, вчений.
- Сервій Сульпіцій Гальба, претор 151 року до н. е. в Лузітанії, спровокував повстання на чолі із Віріатом, консул 144 року до н. е., відомий красномовець
- Публій Сульпіцій Руф, народний трибун 88 року до н. е., ворог Сулли.
- Сервій Сульпіцій Руф, претор 65 року до н. е., консул 51 року до н. е., правник, красномовець, друг Марка Цицерона.
- Сервій Сульпіцій Гальба, претор 54 року до н. е., учасник заколоту проти Гая Юлія Цезаря.
- Гай Сульпіцій Камерін, консул 51 року до н. е., прихильник Гая Юлія Цезаря.
- Публій Сульпіцій Квірін, консул 12 року до н. е.
- Гай Сульпіцій Гальба, консул 5 року н. е., батько імператора Гальби.
- Квінт Сульпіцій Камерін, консул 9 року.
- Сульпіція — поетеса I ст. н. е.
- Гай Сульпіцій Гальба, консул 22 року, брат імператора Гальби.
- Сервій Сульпіцій Гальба, консул 33 року, імператор з 68 до 69 року
- Секст Сульпіцій Тертулл, консул 158 року.

## Інші Сульпіції
- Сульпіцій Флав (І ст. н. е.), історик, наставник імператора Клавдія.
- Олександр Сульпіцій (IV ст. н. е.), історик, автор праці «Історія» (лат. Historia), яка збереглася у вигляді уривків, але вважається важливим джерелом інформації про походження франкських племен